# Одумирање међеда (ТВ филм)
„Одумирање међеда” је ТВ филм из 1983. године. Режирао га је Дренко Ораховац а сценарио је написао Тарик Хаверић на основу истоимене комедије Бранка Ћопића

## Улоге
| Глумац                 | Улога  |
| ---------------------- | ------ |
| Петар Краљ             | Стојко |
| Ђорђе Пура             | Лако   |
| Семка Соколовић Берток | Зорка  |
| Заим Музаферија        | Ибро   |
| Боро Стјепановић       | Миле   |
| Миралем Зупчевић       |        |
| Михајло Мрваљевић      |        |
| Аднан Палангић         |        |
| Сеад Бејтовић          |        |
| Асја Павловић          |        |
| Вања Албахари          |        |
| Хранислав Рашић        |        |